# Гряди
Гря́ди — село у Нововолинській міській громаді Володимирського району Волинської області України. Населення становило 780 осіб по перепису 2001 року.

## Географія
Село знаходиться приблизно в 100 км на захід від обласного центру Волинської області, поблизу адміністративного кордону з Львівською областю. До колишнього районного центру смт Іваничі і залізничної станції, через яку відбуваються пасажирські та вантажоперевезення — 20 км. Поряд (на відстані 3 км) проходить шосе Володимир — Львів.
Найближчі міста — Нововолинськ (відстань близько 1 км) та Володимир (відстань близько 18 км).
Найбільша горбкуватість рельєфу виражене на північно-східній околиці села Гряди. Решта території представляє рівнинну поверхню, місцями хвилясту, з абсолютними відмітками в межах 230—240 м над рівнем моря і яка поступово понижується у південно-західному напрямку

## Історія
Село Гряди згадується в 1545 р., коли воно належало до Петра Калусовського, який зобов'язаний був забезпечувати 2 городні володимирського замку. В 1570 р. село Калусів належало до Гнівоша та Івана Калусовських. В 1577 р. Іван Варицький з Врончина платить від Калусева за 3 дими, 8 город., Петро Калусовський з 4 димів 5 город., Василь Калусовський від 3 димів і 3 город., Іван Калусовський від 3 димів, на пів дворищах і 5 город. В 1583 р. Іванова Волинська платила з цього села від 4 димів, 5 город., Богуш Луковецький від 4 димів, Іван і Гнівош Калусовські від решти. В XVI і XVII ст. до Калусова належали великі простори земель і переважно лісів, які на північ від села межували з маєтками с. Зимна і Шистівськими маєтками Володимирських владик.
Під час польського повстання 1831 р. Калусів належав вже до Стецьких, які брали активну участь в цьому повстанні. Жінка Стецького чинно виступала і особисто брала участь в обороні свого укріпленого маєтку в Калусеві.
В кінці ХІХ ст. там було 55 домів і 405 жителів. На землях села Калусів в 2 — половині ХІХ ст. виникла польська колонія. За переписом 1911 р. до великої земельної власності Стецького належало там 739 десятин (переважно ліси).
У 1870 р. в с. Гряди, з благословіння преосвященнійшого Агафангела, була збудована нова церква, на місці старої Різдво — Богородичної церкви, що проіснувала близько 130 років і за старістю своєю була розібрана. Нова Свято — Казанська, простояла лише 19 років і згоріла від блискавки.
29 липня 1889 року село Калусів і Хренів було приписано до Свято — Успенської церкви с. Низкиничі.
У описі Волинської єпархії секретаря П. Переверзєва зазначено, що Свято — Казанська Богородична церква є приписною до Низкиницької церкви, де богослужіння відбуваються на другу неділю.
Храм с. Гряди був побудований в 1903—1905 рр. Дерево на будівництво дав місцевий пан Турчак. Храм був приписним то до с. Будятичі, то до с. Низкиничі. В кінці 50-х на початку 60-х років був закритий радянською владою. Після закриття був переданий місцевому колгоспу, який використовував приміщення храму як комору для збереження зерна та запчастин до с/г техніки. В кінці 80-х — на початку 90-х років храм повертають громаді. Старостою було обрано Міщука Степана Йосиповича, касиром — Шлапак Антоніну Володимирівну. Першим настоятелем храму був о. Анатолій Карпенко. З 1993 р. і по сьогодні настоятелем є протоієрей Юрій Мартиновський.

Пам'ятник землякам, загиблим у Другій світовій війні

З кінця ХІХ століття в селі Калусів було відкрито церковноприходську школу, яка діяла до 1914 року. В міжвоєнний період в селі функціонувала утраквістична (двомовна) школа. Після включення в 1939 році західноукраїнських земель до складу УРСР школа знаходилась у маєтку панів Кримських. Після звільнення села в липні 1944 року навчання дітей проводилось в будинку Марії Якоб'юк. В наступні роки Грядівська семирічна школа знаходилась в будинку пана Григорія Турчака. В 1961 році було завершено будівництво нового приміщення школи. В 1974 році Грядівська восьмирічна школа була реорганізована в середню. З 1961 по 2012 роки школу закінчили 640 випускників, з них 59 медалістів. 
У 1946 р. с. Калусів перейменовано у с. Гряди. 
У селі діяв колгосп  «Україна», мав 3560  га земельних угідь, у  тому  числі 2559  га  орної  землі. За високі  показники  у  вирощуванні  зернових, цукрових  буряків  та  у виробництві  продуктів  тваринництва колгосп  7  разів  був  учасником Виставки досягнень  народного  господарств СРСР. 
Після ліквідації Іваничівського району 19 липня 2020 року село увійшло до Володимирського району.

## Населення
Згідно з переписом УРСР 1989 року чисельність наявного населення села становила 786 осіб, з яких 382 чоловіки та 404 жінки.
За переписом населення України 2001 року в селі мешкало 780 осіб.

### Мова
Розподіл населення за рідною мовою за даними перепису 2001 року:
| Мова            | Кількість | Відсоток |
| --------------- | --------- | -------- |
| українська      | 770       | 98.72%   |
| російська       | 8         | 1.02%    |
| білоруська      | 1         | 0.13%    |
| інші/не вказали | 1         | 0.13%    |
| Усього          | 780       | 100%     |